# رافاييل أمايا
رافاييل أمايا (بالإنجليزية: Rafael Amaya)‏ (21 سبتمبر 1967 في كولومبيا - ) هو مدرب كرة قدم ولاعب كرة قدم أمريكي في مركز الدفاع. لعب مع سان خوسيه إيرثكويكس وكولورادو رابيدز وColorado Foxes ‏ وColorado Comets ‏ وColorado Lightning ‏ وColorado Predators ‏ وDenver Thunder ‏ وSt. Louis Ambush (1992–2000) ‏ وويتشاتا وينغز ‏.

## وصلات خارجية
- رافاييل أمايا على موقع الدوري الأمريكي (الإنجليزية)
- رافاييل أمايا على موقع قاعدة بيانات كرة القدم.إي يو (الإنجليزية)